# Grantown-on-Spey
Grantown-on-Spey, schottisch-gälisch: Baile Ùr nan Granndach ist eine Ortschaft in der schottischen Council Area Highland unweit der Ufer des Spey. Sie liegt in der traditionellen Grafschaft Moray, die zwischen 1889 und 1975 zur Verwaltungsgrafschaft Morayshire gehörte. Zwischen 1975 und 1996 war die Stadt der Region Badenoch and Strathspey zugeordnet. Charlestown of Aberlour liegt etwa 30 km östlich, Inverness 35 km nordwestlich.

## Geschichte

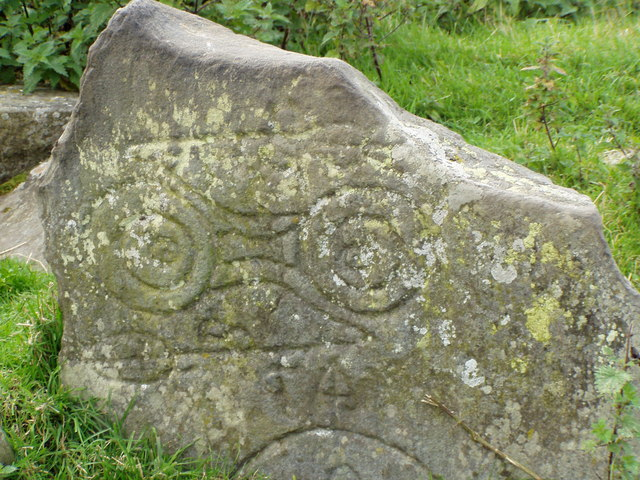
Congash Stone

Die beiden Congash-Steine sind Piktische Symbolsteine die heute als Portalsteine für einen alten Friedhof dienen.
James Grant gründete die Stadt im Jahre 1766 unter dem Namen Grantown (der Namenszusatz on Spey wurde erst 1898 hinzugefügt), um Impulse für die Industrialisierung zu setzen. 1851 wurden bereits 1000 Einwohner verzeichnet. 1796 wurde im Speyside House, das ursprünglich als Wohnhaus der Schwiegermutter des Stadtgründers diente, das erste Waisenhaus in den Highlands eingerichtet. Die Einrichtung wurde bis 1975 betrieben. Von Grantown gingen nicht die erwünschten Impulse für die Entwicklung der Region aus, jedoch etablierte sich die Stadt als Urlaubsort. Im Jahre 2011 lebten 2428 Personen in Grantown-on-Spey.

## Verkehr
Die A95 passiert die Stadt wenige hundert Meter südlich und quert dort über eine Brücke den Spey. Quer durch die Stadt verläuft die A939 nach Nairn. 
1863 wurde die Stadt durch die Highland Main Line an das Eisenbahnnetz angeschlossen. Die Highland Main Linie erhielt 1898 eine kürzere Strecke zwischen Inverness und Aviemore. Der ältere Abschnitt über Grantown verlor damit an verkehrlicher Bedeutung. Schließlich wurde die Strecke zwischen Aviemore und Forres im Zuge der Beeching Axe 1965 eingestellt. Einen zweiten Bahnhof besaß Grantown an der ebenfalls 1863 eröffneten, von der alten Highland Main Line abzweigenden Strecke von Boat of Garten nach Dufftown. Auch diese Verbindung wurde 1965 eingestellt.
Die Strathspey Railway, eine Museumsbahn, die bereits den Abschnitt der alten Highland Main Line zwischen Aviemore und dem Bahnhof Broomhill (zwischen Boat of Garten und Grantown) betreibt, plant einen Wiederaufbau der Strecke auf dem Abschnitt nach Grantown. Im Februar 2014 begann der Einbau eines neuen Brückenzugs über den Dulnain, um die fehlenden knapp fünf Kilometer zwischen Broomhill und Grantown-on-Spey fertigzustellen.

## Persönlichkeiten
- John Kerr, Baron Kerr of Kinlochard (* 1942), Diplomat und Politiker
- Craig MacLean (* 1971), Bahnradsportler
- Andrew Freshwater (* 1973), Skirennläufer